# Rodkov
Rodkov település Csehországban, a Žďár nad Sázavou-i járásban. Rodkov Rožná, Rozsochy, Bystřice nad Pernštejnem és Horní Rožínka településekkel határos. Lakosainak száma 109 fő (2024. január 1.).

## Népesség
A település lakosságának változását az alábbi diagram mutatja:
| Lakosok száma | 319  | 244  | 267  | 190  | 131  | 102  | 98   | 101  | 99   | 109  |
|               | 1869 | 1900 | 1921 | 1961 | 1980 | 2011 | 2016 | 2019 | 2021 | 2024 |